# 川島令三&向谷実の鉄道マニア倶楽部
川島令三&向谷実の鉄道マニア倶楽部（かわしまりょうぞうとむかいやみのるのてつどうマニアくらぶ）は、MONDO21で放送された鉄道バラエティ番組。

## 概要
鉄道アナリストの川島令三と、ミュージシャンで鉄道ファンとしても知られる向谷実による鉄道トークバエラエティ番組である。3回のシリーズが放送され、本放送終了後はMONDO21（2010年11月よりMONDO TV）や旅チャンネルで頻繁にリピート放送されている。
- Ver.1 （放送期間:2006年4月 - 6月）…番組名には入っていないが、最初のシリーズを便宜上“Ver.1”とする

テーマとなった鉄道について語り合い、「鉄道お宝自慢」のコーナーでは、2人が所有するテーマに関連したお宝グッズ（関連しない場合もあった）を披露した。
収録はバー銀座パノラマで行われた。
- Ver.2 （放送期間:2007年5月 - 10月）

このシリーズより路線に乗車したり鉄道会社を訪問する形式となった。
番組のオープニングに向谷実のオリジナル曲が使用された。
- Ver.3 （放送期間:2008年5月 - 10月）

前シリーズと同様の形式で、関東圏の路線と鉄道会社をとりあげた。
このシリーズからハイビジョン制作となった。

## ラインナップ

### Ver.1
1. 京浜急行
2. 山手線
3. 新幹線
4. JR九州
5. 東京急行鉄道
6. 阪神電気鉄道

### Ver.2
1. 大阪・交通科学博物館
2. 京阪電気鉄道（前編）
3. 京阪電気鉄道（後編）
4. 阪神電気鉄道
5. 「Rail Fan」徹底解剖!
6. 東急世田谷線界隈
7. 寝台特急「北斗星」
8. 「富良野・美瑛ノロッコ号」
9. 新得・旧狩勝線の廃線後ツアー!
10. 陸別・ふるさと銀河線を行く
11. 中央本線沿線
12. 鉄道博物館

### Ver.3
1. 小田急電鉄「新型ロマンスカー・MSE」
2. 東武鉄道「TJライナー」
3. 首都圏新都市鉄道・つくばエクスプレス〜関東鉄道
4. 東武鉄道・特急「りょうもう」〜上毛電気鉄道「100型電車」
5. 東京臨海高速鉄道りんかい線〜東京貨物ターミナル
6. 千葉県・私鉄めぐり（東葉高速鉄道、山万ユーカリが丘線、千葉都市モノレール）
7. 成田新高速鉄道
8. 京浜急行
9. 京王電鉄
10. 富士急行
11. 小田急ロマンスカー〜箱根登山鉄道
12. 修善寺虹の郷内ロムニー鉄道、伊豆箱根鉄道

## 出演者
- 川島令三
- 向谷実

## スタッフ
- ナレーター : 土井よしお
- 撮影 : 神保聡史、小川宗夫
- VE : 鈎千春、櫻井栄希、水野秀樹
- 編集 : 市ヶ谷宏樹、薄敬治、沖津悟志
- 音効 : 斉藤信之（J-Works）
- MA : 池田秀明
- プロデューサー : 鳩山岳志（JIC）、高野隆、鈴木克則
- 演出 : 古畑慎一
- 制作協力 : SUZUKIAUDIOco.
- 製作・著作 : MONDO21／JIC

## DVD
- 川島令三&向谷実の鉄道マニア倶楽部 東日本編 （2006年11月22日、ジェネオン・エンターテインメント）
- 川島令三&向谷実の鉄道マニア倶楽部 西日本編 （2006年11月22日、ジェネオン・エンターテインメント）